# Dulbanu
Dulbanu – wieś w Rumunii, w okręgu Buzău, w gminie Amaru. W 2011 roku liczyła 544 mieszkańców.